# Iveco PowerStar

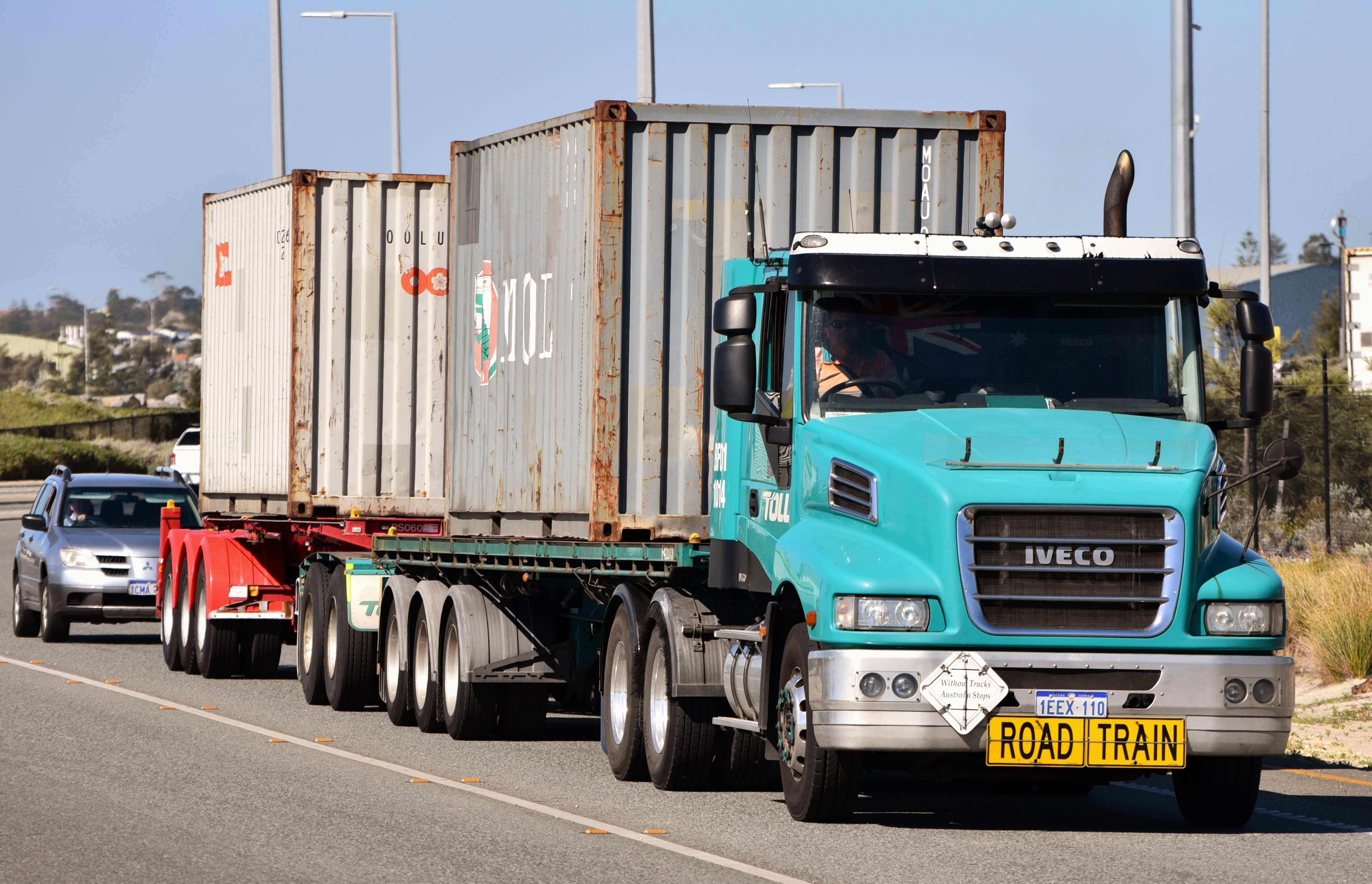
Iveco PowerStar

Iveco PowerStar — магистральный седельный тягач, выпускаемый итальянской компанией Iveco S.p.A. в Данденонге, штат Виктория.

## Информация
Когда Iveco Powerstar был впервые выпущен в конце 1990-х годов, он был доступен с двигателями Iveco, а также с американскими двигателями, включая Detroit Diesel 60 серии, Cummins ISM, ISX, Signature и Caterpillar C12 и C15. Также был доступен широкий выбор трансмиссий, таких как ZF Iveco «EuroTronic» и Eaton «RowdRainger». Задние дифференциалы обычно были агрегатами Meritor, приводные валы обычно были серии Spicer 1810 на главном валу и серии 1710 на валу домкрата между двумя дифференциалами. Задняя подвеска была либо Hendrickson HAS461, либо NeWay. Напряжение сети составляет 24 вольта.
Iveco PowerStar может быть рассчитан для эксплуатации как с одним прицепом, так и с несколькими.
Первоначально PowerStar первого поколения был очень популярен у операторов, которые традиционно привозили только двигатели первого поколения из Северной Америки благодаря тому, что PowerStar мог поставляться с той же трансмиссией, что и их двигатели первого поколения из Северной Америки, но с комфортом европейской кабины. PowerStar тоже был очень дорогим по цене.
PowerStar второго поколения, основанный на более новой европейской конструкции Stralis с кабиной над двигателем, первоначально был доступен только с двигателем Iveco и трансмиссией EuroTronic II. Из-за этого PowerStar второго поколения был не так популярен, как первое поколение с американской трансмиссией.
Однако с 2010 года двигатель Cummins ISX снова стал доступен в сочетании с 16-ступенчатой трансмиссией EuroTronic II, наряду с двигателем Iveco Cursor.

## Iveco Strator

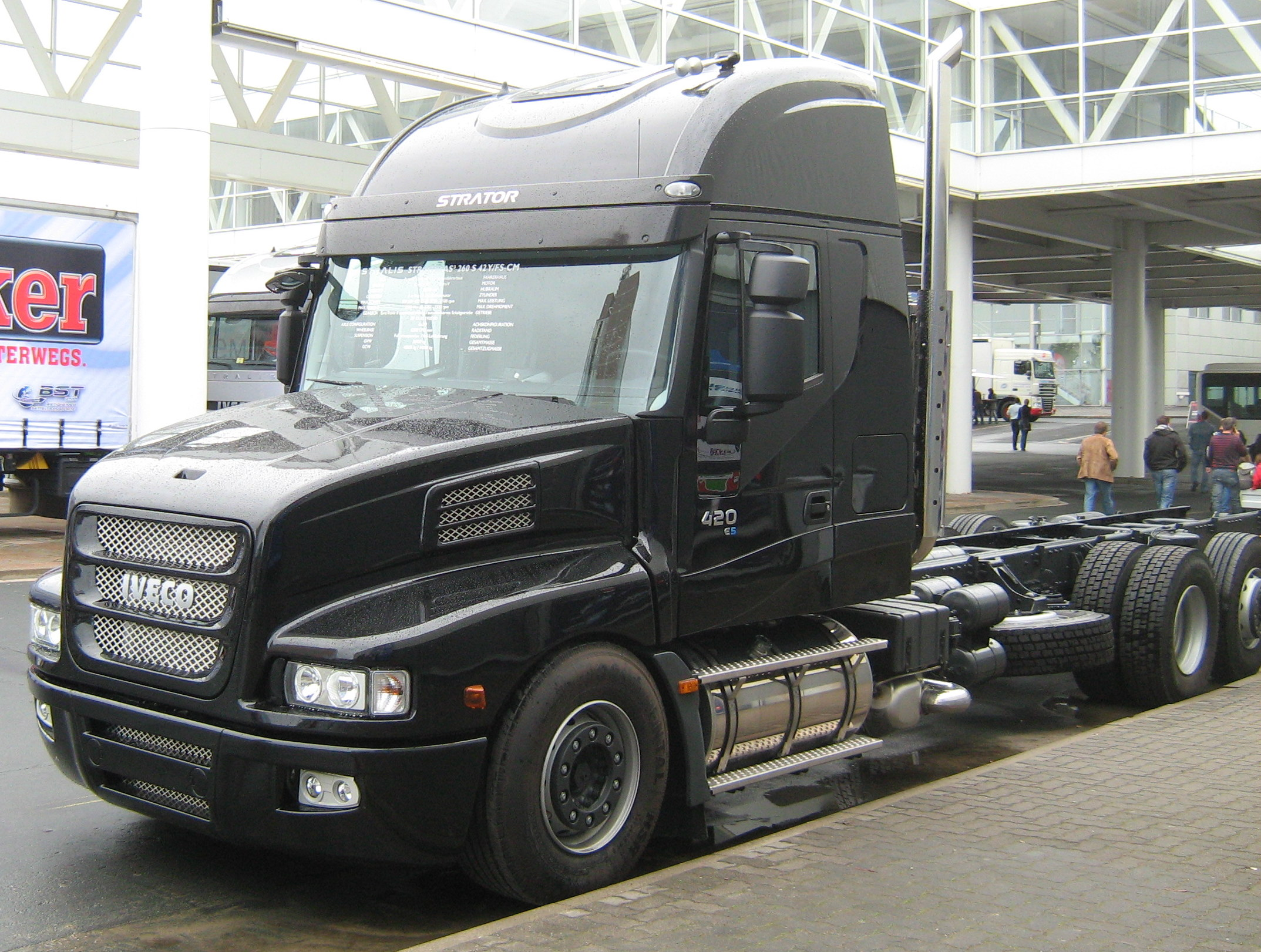
Iveco Strator

Европейская версия PowerStar построена в Нидерландах. Эти автомобили являются переработкой Iveco Stralis, разработанной в соответствии с европейскими правилами безопасности.